# Сербедары
Сербедары (перс. سربداران‎‎, тадж. Сарбадорон /  سربداران‎; «висельники», «отчаянные») — народное движение XIV века в Государстве Ильханов и Чагатайском улусе.

## История

### Образование
Государство Сарбадаров возникло примерно в начале 1337 года. В то время большая часть Хорасана находилась под контролем ильханидского претендента Тоги-Темура и его эмиров. Один из его подданных, Ала ад-Дин Мухаммад, обладал юрисдикцией над городом Сабзевар. Его жестокое налогообложение этого района привело к тому, что Абд аль-Раззак, член феодального правящего класса, убил правительственного чиновника в Баштине, районе города. Чиновник был племянником Ала ад-Дина, и Абд аль-Раззак поднял знамя восстания. Повстанцы сначала обосновались в горах, где разгромили посланных против них ополченцев и совершили набеги на караваны и стада скота, а затем летом 1337 года овладели Сабеваром. Тога-Темур, скорее всего в это время проводил кампанию на западе против Джалаиридов, что делало его неспособным справиться с восстанием. Абд аль-Раззак принял титул эмира и приказал чеканить на монетах  свое имя, но в 1338 году его зарезал его брат Ваджих ад-Дин Масуд во время ссоры. Масуд, приняв командование сарбадарами, заключил мир с Тогой Темуром, пообещав признать его сувереном и платить ему налоги. Хан согласился в надежде, что это положит конец набегам сарбадаров на его обозы с припасами.
Тем временем последователь шейха Калифы Хасан Джури с большим успехом проповедовал в городах по всему Хорасану. Его достижения вызвали подозрение у правительственных властей, и в мае 1336 года он бежал в восточный Ирак. Когда он вернулся несколько лет спустя, приближенный Тоги-Темура военачальник Джаун-и Курбан Аргун-шах арестовал его в 1339 или 1340 году. В конце концов он был освобожден, возможно, по настоянию Масуда, который вскоре после этого решил воспользоваться популярностью Хасана Джури. Он вступил в орден Хасана послушником и провозгласил его единовластным правителем. Хасан Джури объявил, что Двенадцатый имам скоро вернется. Хотя процесс взятия и разделения власти начался успешно, между ними быстро возникли разногласия. Масуд выступал за номинальный сюзеренитет Тоги-Темура, в то время как Хасан Джури был полон решимости создать новое шиитское государство. Каждый из двух правителей получил поддержку; за первого была его семья и дворянство, в то время как за второго были дервиши, аристократия и торговые гильдии. У обоих  были свои собственные вооруженные силы; у Масуда- 12 000 вооруженных крестьян и гвардия из 700 тюркских солдат-рабов, в то время как у Хасана Джури была армия, состоящая из ремесленников и торговцев.
В 1340 году Масуд выступил против Джаун-и-Курбана под командованием Аргун-шаха; последний был вынужден оставить Нишапур и отступить в Тус. Сарбадары продолжали чеканить монеты от имени Тоги-Темура в надежде, что он проигнорирует этот шаг, поскольку в это время он снова проводил кампанию на западе. Хан, однако, выступил против них; его войска были уничтожены, и во время бегства в Мазандаран были убиты несколько важных фигур, таких как Ала ад-Дин (ранее возглавлявший Сабзавар), Абд-Аллах и родной брат Тоги Али Кеун. Сарбадары получили контроль над Джаджармом, Дамганом и Семнаном, а также столицей Горганом. Однако Масуд и Хасан Джури вскоре разошлись во мнениях по нескольким вопросам. Масуд, после поражения Тоги Темура, получил нового сюзерена в лице Хасана Кучака из Чобанидов, а также марионеточного хана последнего Сулеймана. Масуд счел этот шаг необходимым; с завоеванием Симнана Чобаниды теперь были соседями. Однако, поскольку Чобаниды были суннитами, это, несомненно не понравилось соправителю Масуда.
После поражения Джаун-и Гурбана и Тоги Темура у сарбадаров осталась еще одна сила, с которой им приходилось бороться в Хорасане: курты из Герата. Их лидер Муиз-ад-Дин Хусейн также признал верховенство Тоги-Темура, и когда сарбадары свергли номинальное правление хана, они стали врагами. Сарбадары решили уничтожить куртов наступательной кампанией. Армии двух сил встретились в битве при Заве (18 июля 1342 года). Битва началась хорошо для сарбадаров, но затем Хасан Джури был взят в плен и убит. Его сторонники, предположив, что его смерть была результатом убийства Масуда, быстро отступили, переломив ход битвы. Таким образом, курты выжили. После возвращения домой Масуд попытался править без поддержки дервишей, но его власть уменьшилась. Он попытался покончить с угрозой со стороны Тоги-Темура, который тем временем разбил свой лагерь в районе Амуля и препятствовал сарбадарам поддерживать контакт с Чобанидами. Масуд предпринял кампанию против него в 1344 году, которая началась хорошо, но закончилась катастрофой. На пути из Сари в Амуль армия Сарбадаров оказалась зажатой в клещи, а Масуд был взят в плен и казнен. Большая часть завоеваний сарбадаров была потеряна в результате этих двух потерь; в их руках осталась только область вокруг Сабзевара, а также, возможно Джувейн и Нишапур. Тога Темур вернулся в Гурган и вновь завоевал преданность сарбадаров.

### ВГосударстве Ильханов

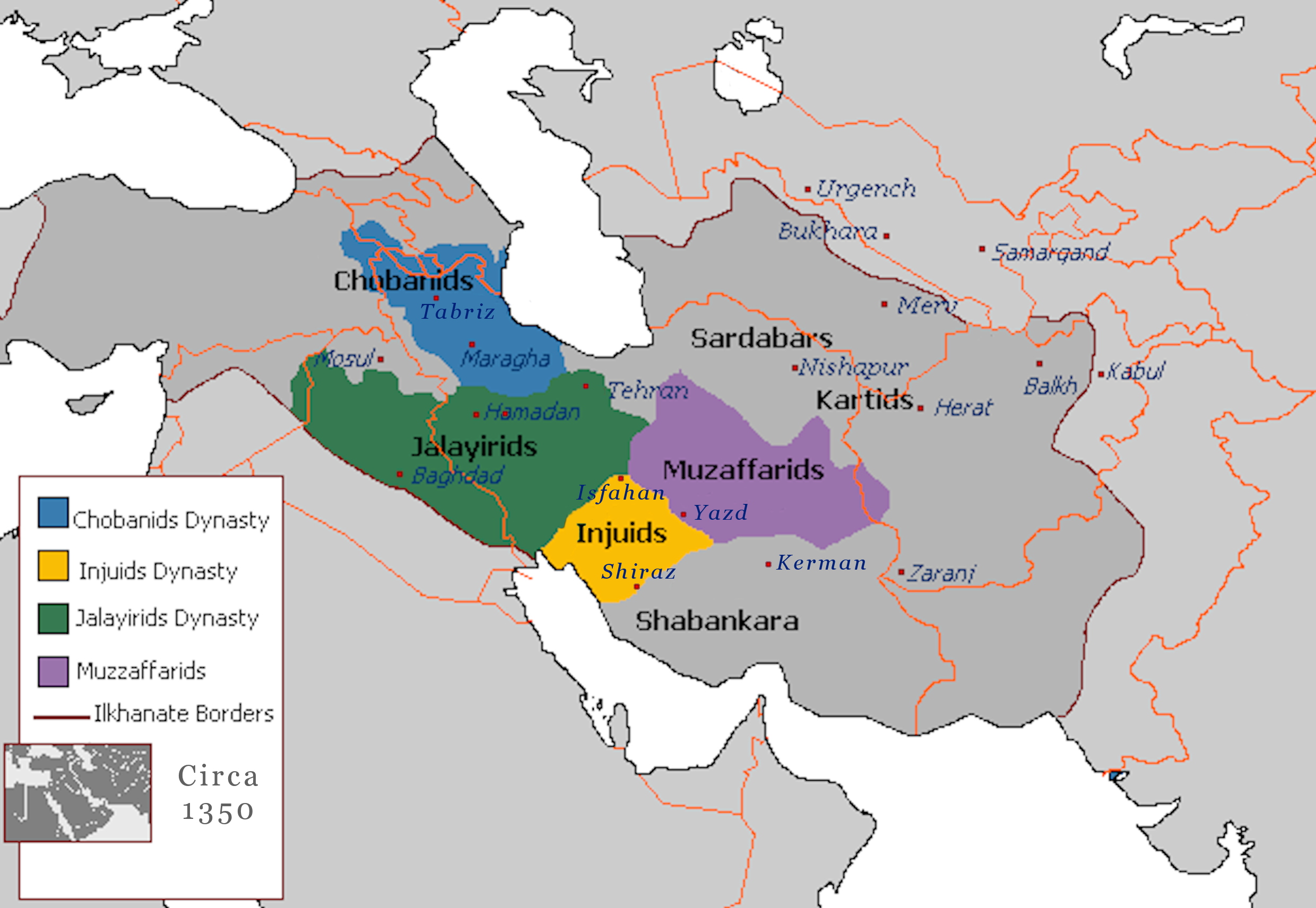
Государство сербедаров
(к северо-востоку от фиолетовой области)

К 1337 году возникает государство сербедаров, просуществовавшее до 1381. Правитель государства избирался собранием. Правителем мог стать любой гражданин независимо от материального благосостояния.
В период c 1337 по 1344 год сербедары разгромили три ополчения монголо-тюркской знати, освободив Нишапур и западный Хорасан.
В 1353 году убийство сербедарами ильхана Туга Тимура фактически привело к распаду государства Хулагуидов, образованию Государства Джелаиридов и ряда других иранских государств. Туга Тимур-хан, путешествуя в Гургане, задумал схватить Яхья ибн Каррави, а также других сербедарских вождей, и пригласил их к себе в шатёр в качестве гостей. Во время пира сербедары убили ильхана и перебили часть монголов.
В 1381 году Тамерлан, будучи уже единодержавным правителем государства со столицей в Самарканде, взял Себзевар, и государство сербедаров прекратило своё существование. Часть сербедаров перешла на сторону Тимура. В 1383 Тимур снова жестоко подавил восстание сербедаров в Себзеваре. В 1405 году новое восстание в Себзеваре подавлено с большим трудом.

### Правление движения в Самарканде (Чагатайский улус)
В 1365, во время очередного вторжения могулистанских войск во главе с Ильяс-ходжой в Мавераннахр, могулистанские войска, разбив войска Тимура и Хусейна, направились в Самарканд. Вожди сербедаров Самарканда — студент медресе Мавланзада, старшина цеха трепальщиков хлопка Абу Бекр Калави и стрелок из лука Хурдак Бухари — вооружают горожан и строят баррикады. Могулистанские всадники при попытке въехать в Самарканд потеряли 2 тыс. человек и отступили.
Весной 1366 года по просьбе знати Самарканда, недовольной конфискацией своей собственности со стороны сарбадаров, эмиры Хусейн и Тимур со своими ополчениями двинулись к Самарканду. Сарбадары прибыли в ставку эмиров, но были там вероломно схвачены и почти все казнены. Благодаря заступничеству Тимура Мавланзада была сохранена жизнь. Сербедарское движение в Самарканде подавлено.
В 1938 г. А.М.Беленицкий защитил кандидатскую диссертацию по теме «Движение сарбадаров в Хорасане в 1337–1380 годах».

## Наследие
Исторически сарбадары считались государством-разбойником; их обвиняли в том, что они были группой религиозных фанатиков, которые терроризировали своих соседей, мало заботясь о законном правлении. Учитывая поведение почти всех персидских государств в течение этого периода времени, эта оценка кажется излишне суровой. Другие историки считали сарбадаров примером классовой борьбы; угнетенные восстали против деспотичного налогообложения со стороны своих хозяев и основали республику посреди нескольких феодальных государств. Однако, это тоже не совсем точно. Абд аль-Раззак был членом правящего класса, который в то время облагался самыми высокими налогами. Однако можно сказать, что это определенно была борьба народа с определенной системой убеждений против деспотичного правителя, желающего установить то, что можно было бы легко назвать республикой. Религиозные ордена были обычным явлением в этот период персидской истории, поскольку орден Хулагуидов распался, и на смену ему пришел период анархии и непрекращающихся войн. Помимо иранской династии Сефевидов в 16 веке, Сарбадары, вероятно были самым успешным примером таких порядков, хотя им редко удавалось достичь желаемого состояния.

## Правители
- Абд аль-Раззак ибн Фазлуллах (1332–1338)
- Ваджих ад-Дин Масуд ибн Фазлуллах (1338–1343)
- Мухаммад Ай-Тимур (1343–1346)
- Каба Исфандияр (1346–1347)
- Лутфулла (1347-1348 d.1361)
- Ходжа Тадж ад-Дин Али (1348–1353)
- Яхья ибн Карави (1353–1356)
- Захир ад-Дин (1358–1359)
- Хайдар аль-Кассаб (1359–1360)
- Лутфулла (восстановлен) (1360–1361)
- Хасан аль-Дамгани (1361–1364)
- Ходжа Али-йи Муайяд ибн Масуд (1364-1376)
- Рукн ад-Дин (1376–1379)
- Ходжа Али-йи Муайяд ибн Масуд (восстановлен) (1379–1386)